# Kostelní Lhota
Kostelní Lhota là một làng thuộc huyện Nymburk, vùng Středočeský, Cộng hòa Séc.